# Oberea assamensis
Oberea assamensis là một loài bọ cánh cứng trong họ Cerambycidae.